# Distrito de Chavinillo

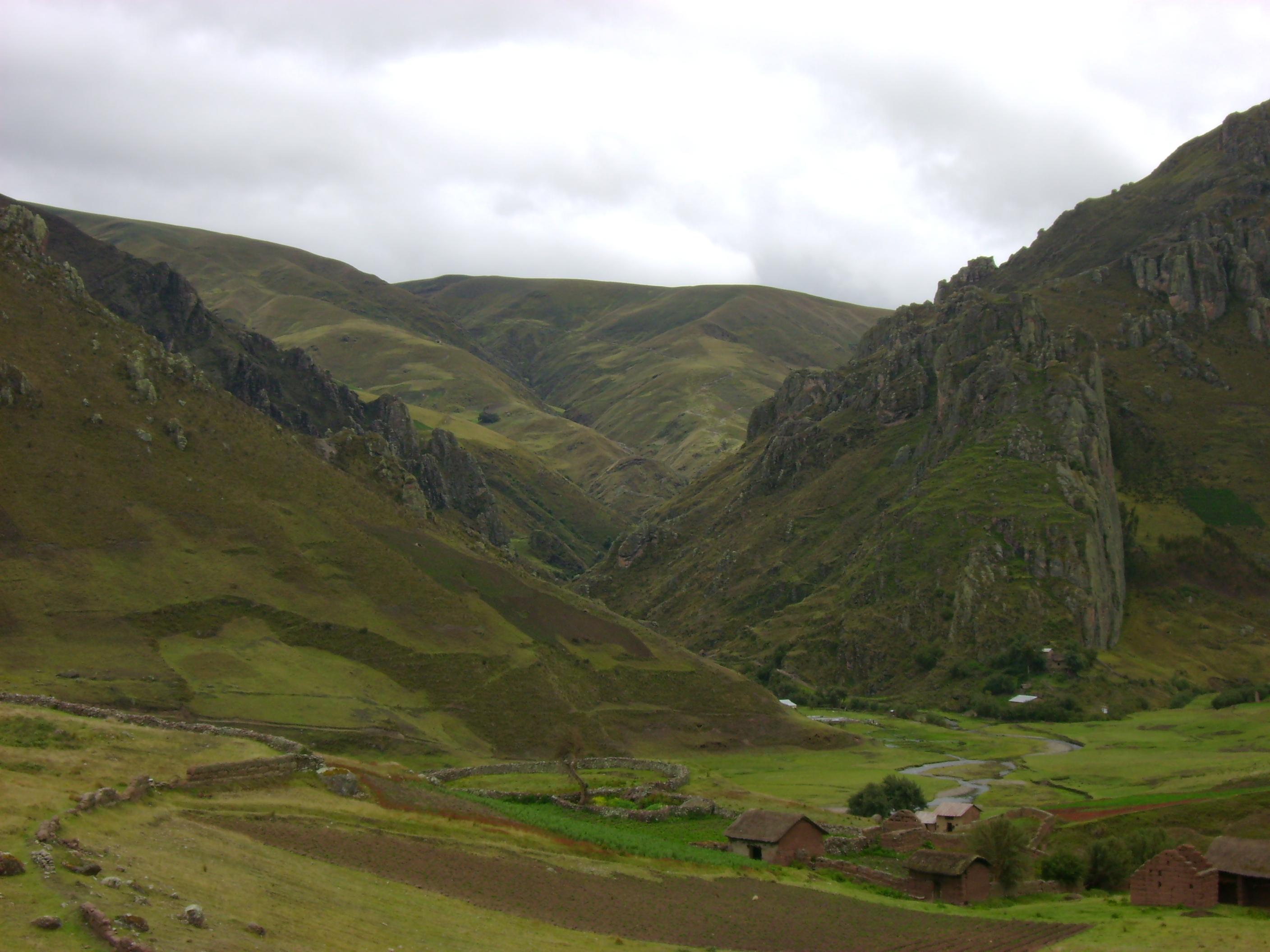
Vista de Ishipampa, al fondo las elevaciones de la cadena central de los Andes del norte.

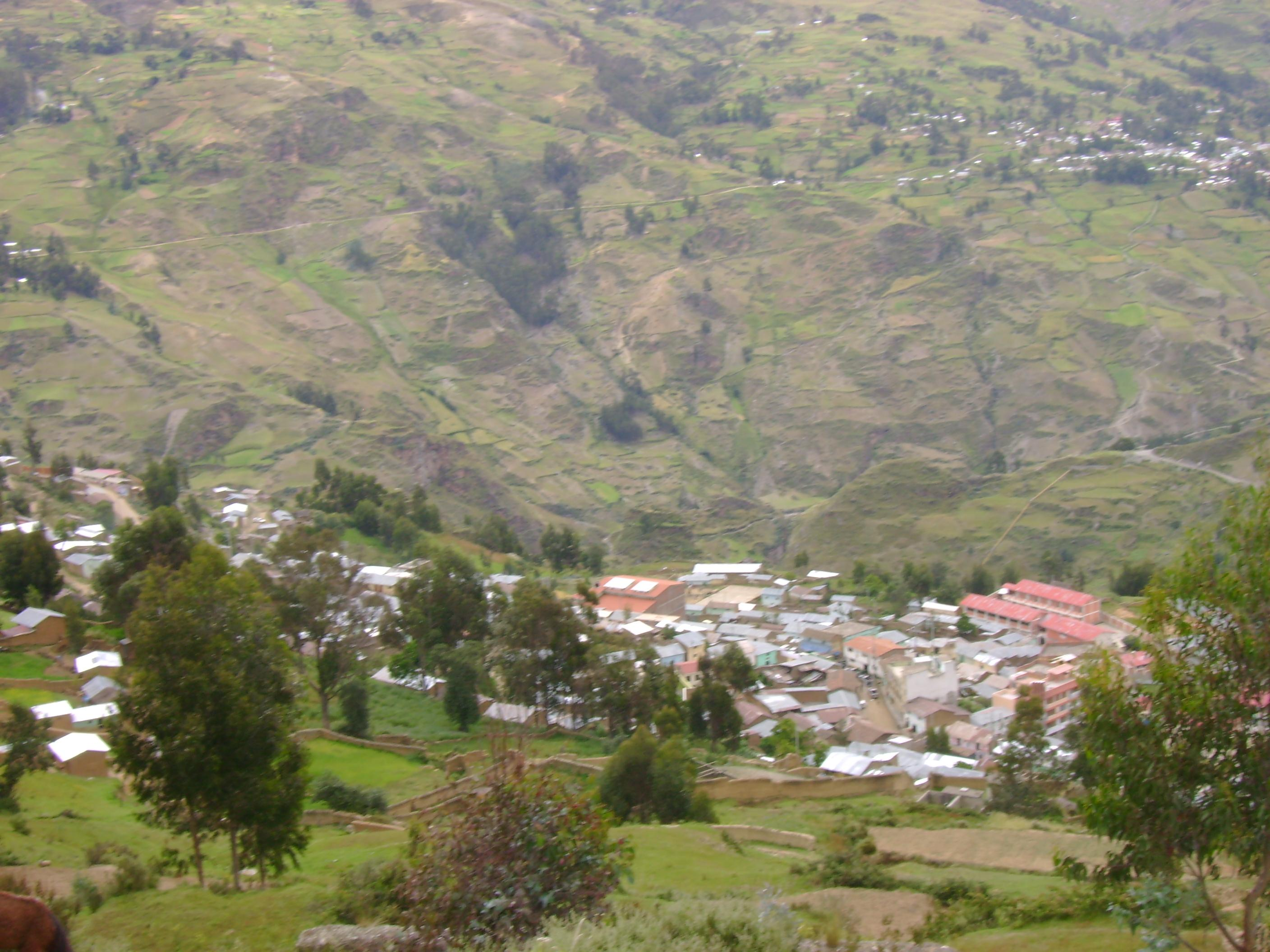
Vista de Chavinillo, la capital distrital.

El distrito de Chavinillo es uno de los ocho que conforman la provincia de Yarovilca ubicada en el departamento de Huánuco en el centro del Perú. Limita por el Norte con el distrito de Aparicio Pomares; por el Oeste con los distritos de Obas y Cáhuac; por el Sur con el distrito de Choras; y, por el Este con el distrito de Jacas Chico y la provincia de Huánuco.
Desde el punto de vista jerárquico de la Iglesia católica forma parte de la diócesis de Huánuco, sufragánea de la Arquidiócesis de Huancayo.

## Historia
Fue creado mediante Ley n.º 203 del 14 de septiembre de 1906, en el gobierno del Presidente José Pardo y Barreda.

## Geografía
Su relieve es accidentado con una altitud promedio de 3 600 m s. n. m. pues se emplaza dentro de la Cordillera Central de los Andes del norte peruanos. Su clima a esta altitud le corresponde de templado-frío a frío.

## División administrativa

### Centros poblados
- Urbanos
  - Chavinillo, con 1 645 hab.
- Rurales
  - Ayapitej, con 289 hab.
  - Jarpo, con 172 hab.
  - Kutipuquio, Caserío con 162 hab.
  - Lliclla Tambo, con 195 hab.
  - Huayuculano, con 419 hab.
  - Pariapampa, con 366 hab.
  - Pilco Cancha, Caserío con 171 hab.
  - Puca Puca, con 176 hab.
  - Rain Cóndor, con 520 hab.
  - San Agustín de Chuntarragra, Caserío con 231 hab.
  - San Juan de Geqnapatay,
  - San Juan de Pajo,
  - Lacshagayan,
  - Dos Aguas,

## Capital
Su capital es el pueblo de Chavinillo, ubicado a 3 254 m s. n. m.

## Autoridades

### Municipales
- 2023 - 2026
  - Alcalde: Edson Cabrera Cecilio , de Movimiento Regional Independiente Huánuco Primero.
  - Regidores: Acosta Tucto Santosa (Movimiento Regional Independiente Huánuco Primero), Cabello Huaranga Ronal Alex (Movimiento Regional Independiente Huánuco Primero), Ulpiano Casimiro Ludi Candida (Movimiento Regional Independiente Huánuco Primero), Maylle Cierto Geramias (Movimiento Regional Independiente Huánuco Primero), Ramos Casimiro Yordano Hernan (Movimiento Regional Independiente Mi Bueno)

- 2019 - 2022[3]
  - Alcalde: Wilfredo Cecilio Cabrera, de Avanzada Regional Independiente Unidos por Huánuco.
  - Regidores:

  1. Nancy Noema Rojas Leandro (Avanzada Regional Independiente Unidos por Huánuco)
  2. Celestino Cruz Bonifacio (Avanzada Regional Independiente Unidos por Huánuco)
  3. Willy Wenceslao Trujillo Fabián (Avanzada Regional Independiente Unidos por Huánuco)
  4. Abel Feliciano Vilca Magariño (Avanzada Regional Independiente Unidos por Huánuco)
  5. Abdón Rosario Lujan (Avanzada Regional Independiente Unidos por Huánuco)
  6. Javier Falconí Poma Cipriano (Alianza para el Progreso)
  7. Nemecio Paulino Gómez Evaristo (Movimiento Político Hechos y No Palabras)

### Policiales
- Comisario:  PNP.

## Festividades
- Aniversario del distrito 14 de  septiembre

El Centenario del distrito de Chavinillo el año 2006 ha sido homenajeado por la Comisión Central de Festejos, Presidido por el ciudadano Ricardo Rumi Modesto, cuando por muchos años ya no no se celebraba dicho efemérides, olvidado por autoridades negativos, estos cien años se realizó con la participación de los pobladores del distrito, asimismo con la presencia de los hijos residentes de Huánuco y Lima, también la presencia de la congresista Yanet Cajahuanca. La programación estaba considerado las actividades culturales, educativos, deportes, danzas folklóricas, romería al cementerio general y misa en homenaje a los fundadores de Chavinillo como pueblo y distrito y por último una ceremonia central con discursos y desfile estudiantil e institucional. Luego se departió una locreada general para los concurrentes.
El señor Ricardo Rumi Modesto en su condición de Presidente de la Comisión de Festejos, en su discurso manifestó la historía de Chavinillo en sus tres etapas, de la creación como pueblo, como distrito y como provincia, asimismo revalorando a los personajes que trabajaron por su desarrollo e invocó a los presentes trabajar por la grandeza de Chavinillo y Yarowilca.
Se puede señalar también que Chavinillo fue fundado o refundado por el peruanista Juan Rumi G. con la denominación de Chawi, un término europeo, pero antes fue cambiado de nombre el lugar que le correspondía como yerno de la familia Yanag con la denominación de MAZÚR otra palabra europea, ya que el Sr. Juan Rumi era procedente de Italia. esto sucedió aproximadamente entre los años de 1868-1870.
Juan Rumi participó en la Batalla de Jactay enfrentándose con los invasores chilenos con una actuación valerosa porque él como pocos contaba con armamento de fuego y fue decisivo en la derrota de los chilenos al lado del estratega militar el soldado raso Aparicio Pomares y ha sido jefe de confianza del Hombre de la Bandera con el apelativo de KUZAZKICHE, igualmente otro término europeo.

## Galería
- Wikimedia Commons alberga una categoría multimedia sobre Distrito de Chavinillo.